# Ken Annakin
Ken Annakin, né le 10 août 1914 à Beverley, Yorkshire, mort à Beverly Hills, en Californie, le 22 avril 2009, est un réalisateur britannique.
Annakin est connu pour une série de films d'aventure produits par Walt Disney : Robin des Bois et ses joyeux compagnons (1952), La Rose et l'Épée (1953), Le Troisième Homme sur la montagne (1959) et Les Robinsons des mers du Sud (1960).

## Biographie
Réalisant d'abord des documentaires, il entre aux Rank Studios en 1947. En 1939, la Rank Organisation avait acheté les Denham Film Studios situés à un peu plus de 4 milles (6 km). Après la fusion des studios Pinewood et Denham, le studio est nommé D&P Studios. À la fin de l'année 1948, les fonds du studio Walt Disney Pictures bloqués dans les pays étrangers, dont le Royaume-Uni, dépassent les 8,5 millions d'USD. Walt Disney décide de créer un studio en Grande-Bretagne, Walt Disney British Films Ltd ou Walt Disney British Productions Ltd en association avec RKO Pictures et lance la production de L'Île au trésor (1950). Le réalisateur Ken Annakin, le producteur Douglas Pierce, le scénariste Lawrence Edward Watkin, la directrice artistique Carmen Dillon sont chargés de porter cette production vers le succès. C'est le second projet d'Annakin pour le studio. Avec le succès de Robin des Bois et ses joyeux compagnons (1952), Walt souhaite conserver l'équipe de production pour faire un second film et choisit La Rose et l'Épée inspiré du roman When Knighthood Was in Flower (1898) de Charles Major,,.
Au début des années 1960, il cherche à obtenir les droits d'adapter Mary Poppins mais apprend que le studio Disney adapte le film avec comme réalisateur Robert Stevenson.
Il s'associe plus tard avec le producteur Darryl F. Zanuck, lorsque celui-ci s'occupait de la partie britannique du film Le Jour le plus long. À la tête des studios 20th Century Fox, Zanuck accorde sa confiance à Annakin pour un de ses plus ambitieux projets, Ces merveilleux fous volants dans leurs drôles de machines sorti en 1965. Il a également réalisé le film La Bataille des Ardennes avec Henry Fonda en 1965.
Suivent d'autres longs métrages comme Les Turbans rouges (1966), Gonflés à bloc (1969), L'Appel de la forêt (1972) ou Les Nouvelles Aventures de Fifi Brindacier (1988). Puis, en 1992, il réalise Genghis Khan, un film inachevé.
En 2002, Annakin est nommé officier de l'ordre de l'Empire britannique par la reine Élisabeth II.

## Filmographie

### Comme réalisateur

#### Années 1940
- 1945 : We of the West Riding
- 1946 : Fenlands
- 1946 : It Began on the Clyde
- 1947 : Holiday Camp
- 1948 : Miranda
- 1948 : Voyage brisé (Broken Journey)
- 1948 : Quartet
- 1948 : Here Come the Huggetts
- 1949 : Vote for Huggett
- 1949 : The Huggetts Abroad
- 1949 : Landfall

#### Années 1950
- 1950 : Double Confession
- 1950 : Trio coréalisé avec Harold French
- 1951 : Hôtel Sahara (Hotel Sahara)
- 1952 : Robin des Bois et ses joyeux compagnons (The Story of Robin Hood and His Merrie Men)
- 1952 : La Femme du planteur (The Planter's Wife)
- 1953 : La Rose et l'Épée (The Sword and the Rose)
- 1954 : Le Prisonnier du harem (You Know What Sailors Are)
- 1954 : Moana, fille des tropiques (The Seekers)
- 1955 : Fièvre blonde (Value for Money)
- 1956 : Qui perd gagne (Loser Takes All)
- 1956 : Trois hommes dans un bateau (Three Men in a Boat)
- 1957 : Frontière dangereuse (Across the Bridge)
- 1958 : Rencontre au Kenya (Nor the Moon by Night)
- 1959 : Le Troisième Homme sur la montagne (Third Man on the Mountain)

#### Années 1960
- 1960 : Les Robinsons des mers du Sud (Swiss Family Robinson)
- 1961 : Le Prisonnier récalcitrant (Very Important Person)
- 1961 : Les Diables du Sud (The Hellions)
- 1962 : La Merveilleuse Anglaise (The Fast Lady)
- 1962 : Ma douce tigresse (Crooks Anonymous)
- 1962 : Le Jour le plus long (The Longest Day) (coréalisé par)
- 1964 : L'Indic (The Informers)
- 1965 : Ces merveilleux fous volants dans leurs drôles de machines (Those Magnificent Men in Their Flying Machines or How I Flew from London to Paris in 25 hours 11 minutes)
- 1965 : La Bataille des Ardennes (Battle of the Bulge)
- 1967 : Les Turbans rouges (The Long Duel)
- 1968 : La Bande à César (The Biggest Bundle of Them All)
- 1969 : Gonflés à bloc (Monte Carlo or Bust!)

#### Années 1970
- 1972 : L'Appel de la forêt (Call of the Wild)
- 1975 : Le Tigre de papier (Paper Tiger)
- 1978 : Murder at the Mardi Gras (TV)
- 1978 : Le Pirate (en) (The Pirate) (TV)
- 1979 : Institute for Revenge (en) (TV)
- 1979 : Le Cinquième Mousquetaire (The Fifth Musketeer)

#### Années 1980
- 1981 : Cheaper to Keep Her
- 1982 : The Pirate Movie
- 1988 : Les Nouvelles Aventures de Fifi Brindacier (The New Adventures of Pippi Longstocking)

#### Années 1990
- 1992 : Genghis Khan (film inachevé)

### Comme scénariste
- 1959 : Mission in Morocco
- 1965 : Ces merveilleux fous volants dans leurs drôles de machines (Those Magnificent Men in Their Flying Machines or How I Flew from London to Paris in 25 hours 11 minutes)
- 1969 : Gonflés à bloc (Monte Carlo or Bust)
- 1988 : Les Nouvelles Aventures de Fifi Brindacier (The New Adventures of Pippi Longstocking)

### comme acteur
- 1941 : Freedom Radio : annonceur à la radio
- 2004 : Rent-a-Person : narrateur

### comme producteur
- 1967 : Les Turbans rouges (The Long Duel)
- 1969 : Gonflés à bloc (Monte Carlo or Bust)

## Hommage
- George Lucas aurait nommé un des héros de La Guerre des étoiles, Anakin Skywalker, en son hommage.

« [Question d'Alex Simon] À propos de George Lucas, comment appréciez-vous qu'il ait nommé le personnage d'Anakin Skywalker d'après votre nom ?

[Réponse de Ken Annakin] (rires) Bien, je l'ai questionné à ce propos, mais je vais vous dire : il ne me l'a jamais demandé. Il ne m'a jamais invité à la première (de l'épisode 1). Apparemment, ce serait à cause d'Alec Guinness, qui travaillait aux Pinewood Studios sur le premier Star Wars et qui passait chaque jour devant la porte de mon bureau, avec mon nom sur la porte. Donc c'est Alec qui l'a suggéré à George. Ils ont enlevé un n pour l'orthographe, et c'est tout. Cela ne me faisait rien quand Anakin était un gentil, mais maintenant qu'il est devenu méchant, cela ne me plaît pas tant que cela (rires) »

— Ken Annakin